# Andrés Solar
Andrés Manuel Solar Santurio, més conegut com a Andrés Solar, (Gijón, Espanya, 25 d'agost de 1955-27 de desembre de 1984), va ser un escriptor en llengua asturiana i militant d'esquerra nacionalista. Està considerat un dels millors escriptors del surdimientu malgrat la seua primerenca defunció a l'edat de 29 anys.
Andrés Solar va nàixer a El Fondón, a la parròquia de Deva, a Gijón. Fill de pagesos, va fer els estudis primaris a l'escola pública del lloc. El 1978 es va involucrar en el moviment de reivindicació lingüística i va iniciar una intensa labor cultural i política. En els set anys següents va publicar articles en premsa, va guanyar premis literaris, va ser professor de la Universitat Popular de Gijón, va ser membre de l'Acadèmia de la Llengua Asturiana, va col·laborar amb el grup de teatre Xaréu Titelles i va ser membre de Conceyu Bable, de la Xunta Pola Defensa de la Llingua Asturiana i del partit d'esquerres, Ensame Nacionalista Astur.
Els Premis Andrés Solar van ser creats el 1985 per la Junta per la Defensa de la Llengua Asturiana en record i homenatge a l'escriptor. Tenen dues categories: la primera és la del Pegollu, que es lliura a les persones, entitats, grups o col·lectius que d'alguna manera lluiten per la llengua, incloent-la en la societat, emprant-la amb normalitat o afavorint la seua normalització. La segona categoria és Madreñazu purpurina, de denúncia que va dirigida a entitats, grups, polítics o col·lectius que desprestigien el valor de la llengua i el sentiment dels seus parlants.